# Mischoserphus lacrymans
Mischoserphus lacrymans är en stekelart som beskrevs av Henry Keith Townes, Jr. 1981. Mischoserphus lacrymans ingår i släktet Mischoserphus, och familjen svartsteklar. Arten är reproducerande i Sverige.